# プラス・マイナス
プラス・マイナスは、岩橋良昌と兼光タカシからなる日本のお笑いコンビ。所属事務所は吉本興業（東京本社）。2003年6月結成。2024年2月22日、岩橋の吉本興業との契約解消をもって解散した。

## メンバー
岩橋 良昌（いわはし よしまさ、1978年8月12日 - ）（47歳）
ツッコミ担当。立ち位置は向かって右。
- 大阪府交野市出身。
- 身長167 cm、体重90kg、血液型A型。
- 大阪府立交野高等学校卒業、桃山学院大学中退。
- 2014年のエイプリルフールに14歳歳下のブロガー兼保育士の女性と結婚したが、2023年12月に配信された番組内で離婚したことを公表。岩橋の人柄が好きではなかった元妻の両親から結婚を猛反対されていたのを当時は押し切って結婚し、その後は2人の子供をもうけていたが離婚後には2人とも岩橋とは離れ母親と暮らしている。
- 強迫性障害であることを公表している。この症状により「やってはいけないことをやりたくなってしまう」クセがあり、下記の逸話がある。

- テストが苦手で、鉛筆を全部折ってしまったり、解答用紙に違う名前を書いて提出したり、マークシートの「悪い例」の通りにマークしたりしていた。
- 島田紳助のチームで野球をしていたとき、紳助の背中にボールを投げつけてしまったが、島田は岩橋なら仕方がないと可愛がられていたので笑いながら許してくれたという。
- 初対面の浜田雅功との会話中に、鼻がくっつくほど顔を近づけてあっかんべーをやってしまったが、島田の時と同じく浜田などの大物芸人からは気に入られていたため許されている。浜田から推されていたため、若手の頃から浜田が出ている番組によく岩橋単体で呼ばれていた。
- 癖が出始めたのは小学校2年生のころから。

- 「クセ抜き」の手段として、顎を叩いて歯を鳴らす、「ヘミングウェイ」「オーシャンビュー」などのスッキリワードを叫ぶ、地面に座り両足を伸ばす「ギューン」などがあり、持ちネタにもなっている。
- Tシャツを脱ぎながら自身の体つきを何かにたとえる「体つき芸」も持ちネタのひとつになっている。「ヨーロッパの肉屋」「格闘ゲームで斧使うやつ」「海賊船で一番酒飲むやつ」「マンモスにとどめ刺すやつ」「外国のタバコ吸う赤ちゃん」などレパートリーは豊富。
- 芸人屈指の怪力で、20キロの分銅を真上に投げることができる。瓦割り10枚の記録も持つ。
- 高校時代は野球部に所属しており、現在はトータルテンボスの藤田憲右が主催する草野球チーム「アフロモンキーズ」に所属している。
- 大学時代、初日のオリエンテーションに遅刻したため、友達を作りそこね、ハンカチをわざと落として拾ってくれた人と友達になろうと何度も試みた結果、そのストーカー的な行動が噂になってしまい、さらに孤立してしまった。
- 若手時代はすき家やマクドナルドでアルバイトをしていた。すき家では岩橋が料理を作る姿が美味しそうに見えるという理由からお客に見える定位置で作らされた。そのことから売上が倍増し、すき家で天下を取った過去を持つ。
- 東京進出直後、2012年（平成24年）2月に『めちゃ×2イケてるッ!!』（フジテレビ）に出演し左ひざを負傷した。吉本興業側からは同番組内のコーナー「やべっち寿司」に出演しようとしたところバランスを崩して転倒、「左ひざ前十字靱帯損傷および左ひざ内側副靱帯損傷」で全治2、3週間の怪我を負ったとの発表があり、「少し転んだだけ。もっとダイエットしておけば…」等の本人のコメントがあったとされた。しかし、2024年（令和6年）に吉本興業との契約を解消した当日に岩橋はこの怪我は同番組に準レギュラーとして出演していた江頭2:50との肉体的な絡みのなかで発生した事故によるもので、診断名は「前十字靭帯断裂」であり、手術を要する重傷であったことを暴露した。岩橋は「江頭さんはなーーーんもわるくない」と強調したうえで、ダイエット云々の前記コメントは自分の言葉ではなく、吉本側に「1人で勝手に転んで怪我した」事にして発表されたとして不服を表明している。
- アイドルグループ吉本坂46のメンバー。
- 元妻との離婚後、2023年（令和5年）から精神の不調が目立つようになり、X（旧Twitter）上での発言が過激な言い回しやケンカ腰のものに変わり、過去に自身がプロデューサーや先輩芸人のために若い女性をアテンドしていたことを発信するとその過去の岩橋の行動が強く批判され、それをきっかけに芸人やプロデューサー、共演者から数多くのモラハラ・パワハラを自身が受けたと発信し始めたことから、周囲の芸人はその変貌ぶりに困惑していた。その後は事務所との話し合いの末に投稿した発言を削除したものの、再び過去に共演者から受けた真偽不明の被害をX上で発信。これを受け、吉本興業から岩橋の無期限活動停止を言い渡されたことをきっかけに岩橋は2024年（令和6年）2月21日にX（旧Twitter）上で、吉本興業の退所およびコンビの解散、今後はフリーの芸人として活動していく旨を発表した。相方には一切相談などをせず一方的に解散を宣言した。フリーの芸人として活動することを決定した際、まだ先輩芸人の暴露ネタが沢山あると話している。元々モチベーションを失っていた『THE SECOND～漫才トーナメント～』に関しても辞退の意向を表明している。
- 2024年（令和6年）2月22日をもって吉本興業との契約を解消。これをもってコンビも解散することとなった。同年、ピン芸人として活動を再開。「シャドウ岩橋」の芸名で活動している。

兼光 タカシ（かねみつ たかし、1978年11月10日 - ）（46歳）
ボケ担当。立ち位置は向かって左。
- 大阪府交野市出身。
- 大阪府立交野高等学校、阪南大学卒業。
- 本名および旧芸名：兼光 貴史（読み同じ）
- 身長169 cm、体重64 kg、血液型B型。
- 緑色のスーツ、ストライプが入った迷彩柄のネクタイを着用している。かつてはシャツとネクタイの色は青。靴の色は白。スーパーマンのマークが付いたベルトをしていた。
- 芸に関して努力家であり、特技は物真似。特に田村裕（麒麟）のまねが得意で、田村と「俺が田村や!」「俺が田村や!」と言い合い、最後に「皆さん!どっちが田村ですか!?」と観客に聞くという持ちネタがある。芸人物真似を得意とし、レパートリーはオール巨人、大木こだま、桂小枝、哲夫（笑い飯）、さかなクン、高橋茂雄（サバンナ）、三村マサカズ（さまぁ〜ず）、ウーイェイよしたか（スマイル）、久保田かずのぶ（とろサーモン）、コカドケンタロウ（ロッチ）、クロちゃん（安田大サーカス）、もう中学生、佐久間一行、川西賢志郎（和牛）、トータルテンボス、亀田史郎、清水よし子（ピンクの電話）、泉アツノ、大屋政子、坂田利夫、駒場孝（ミルクボーイ）、淡谷のり子、瀬川瑛子、アンミカ、遥洋子、常田大希（King Gnu）、南出仁寛、土井たか子など。芸人以外の芸能人やアニメキャラ（フリーザ、毛利小五郎、キン肉スグル、タラちゃんなど）、ウグイス嬢のモノマネも器用にこなす。
- アスリートと交流があり、村田諒太、高橋みゆき、三宅宏実などと交流がある。
- 私服では沖縄のセレクトショップGKCY（ジキシー）のTシャツなどをよく着用している。
- 岩橋が漫才中に「クセ」で漫才を崩してしまっても「それはそれでおもしろいやないか」というスタンスでクッション役になっている。
- 多忙な時期でも、かつてお世話になっていた先輩の元芸人からの誘いの電話があった際にすぐに駆けつけ、何軒も一緒に付きあうほどに義理堅い一面がある。
- 2021年（令和3年）11月10日、自身のTwitterで日本プロ麻雀協会のプロ試験に合格し、プロ雀士になったこと（20期後期）と結婚を発表。
- コンビ解散を兼光は岩橋のツイッター上で知った。ファン同様に急な話であり、解散への一連の流れもまったく理解が及ばない話だったと振り返っている。コンビ解散後は吉本興業所属のピン芸人として活動している。
- ピン芸人として初仕事を終えた際には「本当に急に解散が決まってから初のピンでの仕事、ルミネの舞台、外さずに入れてくれた会社に感謝です」「劇場に着くと後輩達、スタッフさんが無言のハグをしてくれて、出番時には沢山の後輩が見届けてくれて、お客様は鳴り止まない拍手で迎えてくれて、戻ってきたら袖で皆んな見てくれてて、次のトリの佐久間一行さんには僕のことに沢山触れて頂き、終わってからは大好きな先輩にご飯に連れていってもらいました。我ながら愛されてるんだなと思いました」「最高の会社、最高の舞台、最高の仲間、最高のお客様で幸せです。ありがとうございます！ 頑張っていきます！」と会社や先輩芸人への不満を募らせていた岩橋とは真逆とも言えるコメントを発信している。

## 概要
- 出囃子はシャ乱Qの「そんなもんだろう」。かつては影山ヒロノブの「CHA-LA HEAD-CHA-LA」、Perfumeの「レーザービーム」を使用していた。
- コント番組『10カラット』のLIVE（月に一度のネタ見せ）にて、オリエンタルラジオを抑え2か月連続チャンピオンを獲得しが、10カラットの後番組『スイッチ!』のレギュラーには選ばれなかった。
- 二人とも大平サブローと桂雀々の落語会に定期的に出演していた。
- 2006年7月14日放送の『爆笑オンエアバトル』にて、番組史上4組目となる541KB（あとボール1個で満点）を記録（1組目はますだおかだ、2組目はハリガネロック、3組目はアンタッチャブル）。ところが初めて出場したチャンピオン大会（第10回）ではファイナルまで進むも、そこで大会史上最低KBとなる246KBを記録して最下位となってしまった[注 1]。
- 2016年4月2日、コンビ名の表記を「プラスマイナス」から「プラス・マイナス」に、兼光の芸名表記を「兼光貴史」から「兼光タカシ」に変更したと発表[25][26][注 2]。
- 2017年1月14日放送の『じわじわチャップリン』では番組史上初の50点満点を叩き出した。
- 2017年3月5日、東京・ルミネtheよしもとにて開催された「バトル・オブ・ザ・ステージ in ルミネtheよしもと 2017 first」で優勝。「半年でルミネ本公演150ステージ出場権」を獲得した[27]。
- 2018年12月8日に公式YouTubeチャンネルを開設した[28][29]（個人では既に岩橋が開設済であった）。岩橋が全て1人でスマートフォンで撮影・編集を行っている。
- 「M-1グランプリ」には第2回（2002年）以降から毎年出場し続けており、第6回（2006年）から第9回（2009年）までは4年連続で準決勝進出を果たした。第10回（2010年）以降は全て準々決勝で敗退していたが、ラストイヤーとなった第14回（2018年）にて実に5大会ぶりに準決勝進出を果たした。ストレートで決勝に進むことは出来ず、敗者復活戦に出場するも、視聴者投票でミキに僅差で及ばず2位敗退に終わり、決勝進出は叶わなかった。しかし、ハリガネロックのユウキロックからは「キャリアハイの仕上がりだった」と絶賛されるなどお笑い関係者や芸人仲間から漫才の腕は高く評価されており、敗退を惜しむ声が多数挙がっていた[22]。

## コンビ結成の経緯
- 大阪府立交野高等学校の同級生。高校1年生のときは別のクラスだったが、最初に下駄箱で顔をつき合わせたとき「俺ら、もっと仲良くなっていいんちゃう？」と口をそろえて言った[30]。高校2～3年生では同じクラスとなる。
- 高校時代は修学旅行で一緒にネタをやったりしていたが[31]、兼光はクラスで10番以内から落ちたことがない優等生だった一方で、岩橋は両親が教師に土下座をして留年を免れたほど勉強が苦手だったので、同じ大学には行けなかった。兼光は阪南大学に、岩橋は桃山学院大学に入学（後に中退）。別々の大学に通うも、2人で月1回ペースで遊び感覚でbaseよしもとのオーディションを受けていた。
- 岩橋は兼光の大学卒業を待って「NSC（吉本総合芸能学院）に行こう」と誘う。すでにバーミヤンへの内定が決まっていた兼光は一度は断るものの「芸人になったらいろいろな経験ができる」と思いなおし、NSCに行くことを伝えた[30]。

## 芸風
- 主に漫才。
- 正統派のしゃべくり漫才でありながら、ときにボケとツッコミが入れ替わったり、ものまねを織り交ぜたりするなど多様な漫才が持ち味。2016年、2017年は年間500ステージ以上に立つなど[32]、年間で数多くのステージをこなしており、漫才の実力はお笑い関係者や芸人仲間から高く評価されている。
- かつては岩橋の「プラスマイナスですよっ!!」という独特の早口の自己紹介から始まり、締めは二人同時に「ありがとうございました」と言いながら左右対称の敬礼をしていた。ネタ中はハイテンション。当時の芸風として、兼光がアホ過ぎるため漫才が上手く進まず、岩橋が『怒り』『諭し』『倒れ』『座り込み』『泣き喚く』ネタがある。このパターンの漫才では敬礼をしない（キャラクターの設定上、出来ない）。岩橋が兼光を引きずって舞台を去ったり、兼光が勝手にはけてしまい岩橋が一人、舞台に取り残されたりする。
- 舞台に登場して第一声で岩橋がクセで「もうええわ!」と言ってしまったことがある。

## 賞レースでの戦績

### M-1グランプリ
| 年度             | 結果         | 会場                       | エントリー No. | 備考                                                       |
| ---------------- | ------------ | -------------------------- | -------------- | ---------------------------------------------------------- |
| 2002年（第2回）  | 2回戦進出    | 【大阪】NGKスタジオ        | 不明           |                                                            |
| 2003年（第3回）  | 2回戦進出    | 【大阪】NGKスタジオ        | 不明           |                                                            |
| 2004年（第4回）  | 3回戦進出    | 【大阪】NGKスタジオ        | 不明           |                                                            |
| 2005年（第5回）  | 3回戦進出    | 【大阪】NGKスタジオ        | 不明           |                                                            |
| 2006年（第6回）  | 準決勝進出   | 【大阪】なんばグランド花月 | 不明           |                                                            |
| 2007年（第7回）  | 準決勝進出   | 【大阪】なんばグランド花月 | 不明           |                                                            |
| 2008年（第8回）  | 準決勝進出   | 【大阪】なんばグランド花月 | 不明           |                                                            |
| 2009年（第9回）  | 準決勝進出   | 【大阪】なんばグランド花月 | 不明           |                                                            |
| 2010年（第10回） | 準々決勝進出 | 【大阪】なんばグランド花月 | 不明           | 予選32位                                                   |
| 2015年（第11回） | 準々決勝進出 | 【東京】浅草公会堂         | 2357           |                                                            |
| 2016年（第12回） | 準々決勝進出 | 【大阪】なんばグランド花月 | 3265           |                                                            |
| 2017年（第13回） | 準々決勝進出 | 【東京】浅草公会堂         | 706            |                                                            |
| 2018年（第14回） | 準決勝進出   | 【東京】NEW PIER HALL      | 1134           | ラストイヤー 敗者復活戦・視聴者投票第2位（37万5909票獲得） |

### その他
- - 2006年 第36回 NHK上方漫才コンテスト 決勝進出
  - 2007年 第28回 ABCお笑い新人グランプリ 優秀新人賞
  - 2007年 第37回 NHK上方漫才コンテスト 最優秀賞
  - 2009年 キングオブコント 準決勝進出
  - 2011年 R-1ぐらんぷり 準決勝進出 - 岩橋
  - 2012年 第33回 ABCお笑いグランプリ 決勝進出 9位
  - 2012年 第47回 上方漫才大賞 新人賞
  - 2013年 R-1ぐらんぷり 決勝進出 - 岩橋
  - 2013年 歌ネタ王決定戦 準決勝進出 - 兼光・岩橋それぞれ単独で出場
  - 2014年 歌ネタ王決定戦 準決勝進出 - 兼光・岩橋それぞれ単独で出場
  - 2018年 武−1グランプリ 優勝[43]
  - 2019年 ネクストブレイク芸人決定戦よしもとアルコベールグランプリ 優勝
  - 2019年 歌ネタ王決定戦 準決勝進出[44]
  - 2020年 ものまねグランプリ 次世代ものまね芸人No.1決定戦 決勝
  - 2021年 第56回 上方漫才大賞 奨励賞
  - 2021年 笑ラウドネスGP 優勝[45]
  - 2023年 THE SECOND 〜漫才トーナメント〜 開幕戦ノックアウトステージ32→16進出
  - 2023年 第58回 上方漫才大賞 大賞
  - 2024年 THE SECOND 〜漫才トーナメント〜 開幕戦ノックアウトステージ32→16進出 ※棄権

## 出演

### テレビ
過去の出演番組
- そろそろ にちようチャップリン（テレビ東京）不定期出演
- ネタパレ（フジテレビ）不定期出演
- さんまのお笑い向上委員会（フジテレビ）不定期出演
- 芸能人が本気で考えた!ドッキリGP（フジテレビ）岩橋がターゲットとして不定期出演
- 千原ジュニアの座王（関西テレビ）不定期出演
- やすとものどこいこ!?（テレビ大阪）不定期出演
- ごぶごぶ（毎日放送）不定期出演 岩橋のみ出演もあり
- お笑い演芸館（BS朝日）不定期出演
- ガッツ100%テレビ 〜笑いと愛が企業を救う〜（BSよしもと）岩橋のみ
- 爆笑オンエアバトル （2005年-2009年）不定期出演、戦績12勝5敗 最高541KB ゴールドバトラー認定
- ゲンセキ（2005年）
- よしもとサンサンTV（2005年-）
- クイズ!紳助くん（2005年-）なにわ突撃隊として出演
- 10カラット（2005年-2006年）レギュラー
- 爆笑レッドカーペット（フジテレビ）キャッチフレーズは「やかましいほど気持ちいい」→「やかましいほどクセになる」
- 爆笑ピンクカーペット（フジテレビ）キャッチフレーズは「やかましいほど気持ちいい」
- 痛快!エブリデイ（関西テレビ、2008年）金曜レギュラー
- 鉄筋base（関西テレビ）
- 麒麟の部屋（毎日放送）
- 千鳥のぼっけぇTV!（GAORA）
- かんさい情報ネットten.（読売テレビ）金曜日のお悩み解決!どないしよう!のリポーター
- ZIP!（日本テレビ）不定期出演「笑いの単語チョウ、1分動画笑、ワラガチャ」コーナー
- マチャミ&なるみのいただき!ナハ〜レ（読売テレビ）岩橋のみデブュームのメンバーとして出演
- ごきげん!ブランニュ（朝日放送）岩橋のみ不定期出演
- おはスタ 第1部（2012年4月 - 2013年3月、テレビ東京）岩橋のみ
- ウラマヨ!（関西テレビ）芸人リポーターとして不定期出演
- 快傑えみちゃんねる（関西テレビ）不定期出演
- 吉本坂46が売れるまでの全記録（テレビ東京）岩橋のみ不定期出演
- 家、ついて行ってイイですか?（2024年5月5日、テレビ東京）- 兼光のみ

### テレビドラマ
- マイファミリー 第3話（2022年4月24日、TBS） - 運転手（岩橋）[46]
- ONE DAY〜聖夜のから騒ぎ〜 第10話（2023年12月11日、フジテレビ）- 本人（岩橋）

### ウェブテレビ
- HITOSHI MATSUMOTO presents ドキュメンタル（2017年、Amazonプライム・ビデオ）- シーズン3出演（岩橋のみ）
- カラフル〜笑いの力で77億再生〜（2020年9月11日 - 18日、Amazonプライム・ビデオ） - 笑いの精鋭[47]
- 笑ラウドネスGP（2021年7月18日、ABEMA）[48]　初代王者として7月20日週からのThe NIGHT全曜日に出演[45]

### CM
- アース製薬セボン
- 日清食品カップヌードルナイス - 岩橋のみ

### ラジオ
- baseよしもと ナマワラb（ラジオ大阪）水曜レギュラー

### YouTube
- プラス・マイナスのものまねクセ小屋（2018年12月-）
- 『くろだ煮』（2021年8月6日・8月13日）
- 『ホトゴルフ』（2023年6月16日・6月20日・6月23日）
- 『ガッツ100%テレビ 〜笑いと愛が企業を救う〜』（2022年4月26日〜）岩橋良昌

## 作品

### CD
- 5uppers「それぞれのストーリー」（2012年3月14日、よしもとアール・アンド・シー） - 岩橋のみ
- 吉本坂46
  - 「泣かせてくれよ」（2018年12月26日、Sony Records） - 岩橋が「ビター＆スイート」メンバーとして、通常版収録の楽曲「抱いてみるかい？」に参加
  - 「今夜はええやん」（2019年5月8日、Sony Records） - 岩橋が「スイートMONSTER」センターとして、収録楽曲「現在地」に参加
  - 「不能ではいられない」（2019年12月25日、Sony Records） - 岩橋が「スイートMONSTER」Wセンターの一人として、収録楽曲「どつくより笑わせろ」に参加

### 書籍
- 「プラスマイナスのやってはいけないこと！」（祥伝社、2013年1月1日発行、ISBN 978-4-396-46039-6）

### リーゴ（プラス・マイナス岩橋）名義での音楽配信
- 「MAX倒すオッサン」（2018年10月24日）
- 「っぽいうた」（2018年11月14日）
- 「暴れ風呂」（2019年3月21日）
- 「っぽいうた2」（2019年5月22日）
- 「ホットケーキソング」（2019年6月26日）
- 「行列物語」（2019年7月24日）
- 「断捨離のウタ」（2020年1月15日）
- 「引きずり男」（2020年2月12日） - 元々のタイトルは「っぽいうた3」だが変更された[49]
- 「自慢マン」（2020年3月4日）

## ライブ・イベント

### 単独ライブ
- 2006年
  - 5月2日 - 「大好物！クリームパン」（baseよしもと）※初単独
  - 9月15日 - 「はるさめ坊や」（baseよしもと）
  - 12月12日 - 「ファンキー八百屋」（baseよしもと）
- 2007年
  - 3月23日 - 「球技バカ」（baseよしもと）
  - 6月30日 - 「新幹線速すぎ」（baseよしもと）
  - 9月7日 - 「晩ごはん抜いてるのに太る奴」（baseよしもと）
  - 10月6日 - 「手羽先ウマすぎ。」（ASUNAL HALL 愛知県）
  - 12月21日 - 「ごぶさたしてます、東京。」（新宿シアターモリエール　東京都）※東京初単独
- 2008年
  - 3月7日 - 「久ぶり単独、大阪。」（baseよしもと）
  - 7月12日 - 「視界良好。」（baseよしもと）
  - 10月25日 - 「ザ・プラマイ漫才〜行きたいんやM-1決勝〜」（baseよしもと）
- 2009年
  - 7月18日 - 「やったー！単独だ！プラマイだ！」（baseよしもと）
- 2010年
  - 8月3日 - 「結局大物になる人達のライブ」（baseよしもと）
- 2013年
  - 4月26日 - 「プラスマイナスが漫才」（シアターD 東京都）
  - 6月5日 - 「プラスマイナスがお贈りする単独ライブ」（道頓堀ZAZA HOUSE ）
- 2014年
  - 3月13日 - 「岩橋と兼光によるプラスマイナスタイム」（新宿シアターモリエール）
- 2015年
  - 8月21日 - 「プラス漫才ナス」（ルミネtheよしもと）
- 2016年
  - 8月31日 - 「プラス・マイナスのベスト漫才SHOW『正味、漫才。』」（大丸心斎橋劇場）
  - 9月25日 - 「プラス・マイナスの漫才コレクション」（沼津ラクーンよしもと劇場）
  - 10月29日 - 「プラス・マイナスのベストネタSHOW『正味、ネタ。』」（道頓堀ZAZA HOUSE）
  - 11月23日 - 「プラス・マイナスのベストネタSHOW『ネタコレクション』」（沼津ラクーンよしもと劇場）
  - 12月10日 - 「プラス・マイナス ベストネタコレクション その①、その②」（沖縄花月）
- 2017年
  - 4月16日 - 「プラス・マイナス漫才独演会『名古屋大漫才博覧会』」（伏見JAMMIN' 愛知県）
  - 4月30日 - 「プラス・マイナス漫才独演会『初福岡大漫才博覧会』」（あじびホール 福岡県）
  - 7月21日 - 「プラス・マイナス 15年目の集大成 漫才の感謝祭」（ルミネtheよしもと）
  - 7月28日 - 「プラス・マイナス 15年目の集大成 漫才の感謝祭」（なんばグランド花月）
- 2018年
  - 8月4日 - 「プラス・マイナスがM-1ラストイヤーにはじめての全国ツアーするねんてツアー」（沖縄花月）
  - 8月15日 - 「プラス・マイナスがM-1ラストイヤーにはじめての全国ツアーするねんてツアー」（沼津ラクーンよしもと劇場）
  - 8月26日 - 「プラマイ夏の漫才祭り」（ルミネtheよしもと）ゲスト：テンダラー、かまいたち
  - 9月1日 - 「プラス・マイナスがM-1ラストイヤーにはじめての全国ツアーするねんてツアー」（伏見JAMMIN' 愛知県）
  - 9月9日 - 「プラス・マイナスがM-1ラストイヤーにはじめての全国ツアーするねんてツアー」（ゲバントホール　広島県）
  - 9月24日 - 「プラス・マイナスがM-1ラストイヤーにはじめての全国ツアーするねんてツアー」（よしもと天神ビブレホール　福岡県）
  - 9月29日 - 「プラス・マイナスがM-1ラストイヤーにはじめての全国ツアーするねんてツアー」（YES THEATER）ゲスト：アキナ、さや香
  - 10月7日 - 「プラス・マイナスがM-1ラストイヤーにはじめての全国ツアーするねんてツアー」（ターミナルプラザことにパトス　北海道）
  - 10月14日 - 「あの時できなかったネタ達」（沖縄花月）
- 2019年
  - 7月16日 - プラス・マイナスの「今の僕らで可能な限りあなたの家の近くに行くツアー」（札幌プラザ2・5 地下ホール　北海道）
  - 8月10日 - プラス・マイナスの「今の僕らで可能な限りあなたの家の近くに行くツアー」（よしもと天神ビブレホール 福岡県）
  - 9月8日 - プラス・マイナスの「今の僕らで可能な限りあなたの家の近くに行くツアー」（伏見JAMMIN’/京都）
  - 9月14日 - プラス・マイナスの「今の僕らで可能な限りあなたの家の近くに行くツアー」（よしもと沖縄花月/沖縄）
  - 9月23日 - プラス・マイナスの「今の僕らで可能な限りあなたの家の近くに行くツアー」（誰も知らない劇場/宮城）
  - 9月29日 - プラス・マイナスの「今の僕らで可能な限りあなたの家の近くに行くツアー」（ルミネtheよしもと）
  - 10月13日 - プラス・マイナスの「今の僕らで可能な限りあなたの家の近くに行くツアー」（中国新聞ホール/広島）
  - 10月22日 - プラス・マイナスの「今の僕らで可能な限りあなたの家の近くに行くツアー」（e-とぴあ・かがわ BBスクエア/香川）
  - 11月1日 - プラス・マイナスの「今の僕らで可能な限りあなたの家の近くに行くツアー」（金沢市アートホール/石川）
  - 11月9日 - プラス・マイナスの「今の僕らで可能な限りあなたの家の近くに行くツアー」（沼津ラクーンよしもと劇場/静岡）
  - 11月17日 - プラス・マイナスの「今の僕らで可能な限りあなたの家の近くに行くツアー」（なんばグランド花月/大阪）
- 2023年　10月7日 「W祝‼️上方漫才大賞受賞&結成20周年　プラマイ寄席」（COOL JAPAN PARK OSAKA TTホール）

### その他ライブ・イベント
- 劇場の通常公演への出演
  - ルミネtheよしもと
  - よしもと幕張イオンモール劇場
  - 大宮ラクーンよしもと劇場
  - なんばグランド花月
  - よしもと祇園花月
  - よしもと西梅田劇場
  - よしもと漫才劇場
  - 沼津ラクーンよしもと劇場
  - よしもと沖縄花月
- レギュラーライブ
  - プラマイ特番（ヨシモト∞ホール → ヨシモト∞ドーム） - 2016年11月24日から開催されているライブ。ゲスト1組を呼び、プラス・マイナスとゲストそれぞれのネタ披露、ゲストとのトーク、クセゲームを行う。
    1. 2016年11月24日（ゲスト：ジャルジャル）
    2. 2017年2月2日（ゲスト：銀シャリ）
    3. 2017年4月4日（ゲスト：トレンディエンジェル）
    4. 2017年6月13日（ゲスト：チーモンチョーチュウ）
    5. 2017年9月14日（ゲスト：レイザーラモン）
    6. - 2017年12月15日（ゲスト：ミキ）
    7. 2018年6月7日（ゲスト：コマンダンテ）
    8. 2018年8月14日（ゲスト：かまいたち）

    - 大阪プラマイ特番其ノ二 - 2018年9月13日（ゲスト：ラフ次元）

    1. 2018年10月1日（ゲスト：天竺鼠）
    2. 2018年11月20日（ゲスト：囲碁将棋）
    3. 2018年12月10日（ゲスト：ゆにばーす）
    4. 2019年1月9日（ゲスト：インディアンス）
    5. 2019年2月26日（ゲスト：ネルソンズ）
    6. 2019年3月22日（ゲスト：バンビーノ）
    7. 2019年4月25日（ゲスト：トム・ブラウン）
    8. 2019年5月27日（ゲスト：ラフレクラン）
    9. 2019年6月30日（ゲスト：相席スタート）
    10. 2019年7月30日（ゲスト：ダイタク）
    11. 2019年8月19日（ゲスト：アイロンヘッド）
    12. 2019年9月21日（ゲスト：ジョイマン）
    13. 2019年10月21日（ゲスト：うるとらブギーズ）
    14. 2019年11月19日（ゲスト：ななまがり）
    15. 2020年1月13日（ゲスト：すゑひろがりず）
    16. 2020年2月5日（ゲスト：もう中学生）
    17. プロデューサーが開催回数を把握ミスしたため欠番
    18. 2020年7月28日（ゲスト：デニス）　

    - 大阪プラマイ特番其ノ一 - 2018年6月18日（ゲスト：祇園）

  - 岩橋1人喋り（J-POP CAFE渋谷 → 新宿レフカダ → ヨシモト∞ドーム） - 2017年10月17日から月1回ペースで開催されている岩橋単独でのトークライブ。派生として大阪1人喋りや1人喋りバスツアーなども開催されている。
  - 岩橋大喜利（大宮ラクーン吉本劇場） - 2018年3月11日から月1回ペースで開催されている岩橋主催の大喜利ライブ。
  - クセゲームイベント - 岩橋のクセを利用したゲームコーナー主体のライブ。ネタ披露がなく、ゲームコーナーのみのこともある。
    - プラス・マイナスのヘミングウェイでオーシャンビュー（よしもと沖縄花月） - 2016年10月8日
    - プラス・マイナスのハッピーニューイヤーでフォーリーカントリーピーポーSP（よしもと沖縄花月） - 2017年1月2日
    - プラス・マイナスのオープンザウインドウでビターン（よしもと沖縄花月） - 2017年3月25日
    - プラス・マイナスと沖縄芸人のネタとコーナーでヘミングウェイ！（よしもと沖縄花月） - 2017年10月7日
    - プラス・マイナスのマイーンでギューン（ポストよしもと） - 2018年5月3日
    - プラス・マイナスの忘年会（大宮ラクーン吉本劇場） - 2018年12月29日
    - プラス・マイナスのゲームワールド（大宮ラクーン吉本劇場） - 2019年3月12日、4月11日
    - 岩橋のゲームワールド（大宮ラクーン吉本劇場） - 2019年5月24日
    - 沖縄プラマイNight（よしもと沖縄花月） - 2019年5月18日
    - 岩橋良昌バンド【DAY GAMES】1st LIVE in 北堀江club vijon（2023年3月29日）
    - 岩橋良昌バンド【DAY GAMES】2nd LIVE in 北堀江club vijon（2023年7月6日）
    - 岩橋良昌バンド【DAY GAMES】3rd LIVE in 北堀江club vijon（2023年11月22日）
- その他
  - ダイナマイト岩橋（京橋花月） - 2011年10月13日
  - ダイナマイト岩橋（ルミネtheよしもと） - 2012年6月29日
  - ダイナマイト岩橋（なんばグランド花月） - 2013年2月26日
  - 岩橋ギューンウエディング ～やってはいけない披露宴～（なんばグランド花月） - 2014年6月30日
  - ダイナマイト岩橋～すっきりワード王決定戦～（ルミネtheよしもと） - 2014年7月19日
  - プラマイランド ～大阪後輩編～（新宿シアターモリエール） - 2015年3月13日
  - プラス・マイナスとライスのトークライブ～沖縄でしゃべらせてくれぇい！～（よしもと沖縄花月） - 2017年10月8日
  - もりモリ天国～盛りすぎた話をチョイ盛りからメガ盛りまで～（よしもと幕張イオンモール劇場） - 不定期開催
  - プラス・マイナス兼光 初のソロライブ「やったらできる子」 - 2019年5月17日